# 고촌 (도치기현)
고촌(일본어: 国府村)은 일본 도치기현의 중남부, 시모쓰가군에 속했던 촌이다. 

## 역사
- 1889년 4월 1일 - 정촌제 시행에 의해 시모쓰가군 고촌이 성립하였다.
- 1957년 3월 31일 - 도치기시에 편입되었다.

## 교통

### 철도
- 도부 철도
  - 우쓰노미야선